# Richard Egan (empresário)
Richard J. Egan, (n. 1930 - 28 de agosto de 2009), foi um engenheiro, político e co-fundador da EMC Corporation.
Richard foi embaixador dos Estados Unidos na Irlanda entre 10 de setembro de 2001 e 31 de janeiro de 2003.